# Inondations de 2011 dans l'État de Victoria
Les inondations de 2011 dans l'État de Victoria furent causées par des précipitations de haute intensité entre le 12 et le 14 janvier 2011 sur une grande partie de l'ouest et du centre de l'État australien de Victoria. Plusieurs épisodes de fortes précipitations ont suivi, y compris le cyclone Yasi, ont provoqué des crues soudaines répétées dans les zones touchées au début février dans de nombreuses communautés touchées par les inondations de janvier.

## Impact
De nombreuses villes ont déjà été touchées par des inondations en septembre 2010, mais l'événement de 2011 a été plus grave, affectant au moins quatre fois plus de propriétés avec des milliers d'évacuations demandées par le service d'urgence de l'État. Au 18 janvier, plus de 51 communautés avaient été touchées par les inondations. Au total, plus de 1 730 propriétés ont été inondées. Plus de 17 000 foyers ont perdu leur approvisionnement en électricité.
Les inondations ont forcé l'agence des transports de l'État (VicRoads) à fermer des centaines de routes, et les services ferroviaires ont également été perturbés. Les inondations ont dévasté 51 700 hectares de pâturages, 41 200 hectares de grandes cultures et tué 6 106 moutons. La Chambre de commerce des employeurs de Victoria et l'Union des agriculteurs ont initialement estimé que les dommages s'élèveraient à des centaines de millions de dollars, mais le ministère des Industries primaires a ensuite calculé une facture de dommages pouvant atteindre 2 milliards de dollars australiens.
Kevin Parkyn, prévisionniste principal au Bureau of Meteorology a déclaré : « Victoria connaît l'une des pires inondations de son histoire » après « une semaine au cours de laquelle les précipitations totales ont battu des records dans certaines parties de l'État ». Le prévisionniste principal du Bureau de météorologie, Terry Ryan, a déclaré: « C'est la pire inondation dans l'ouest de Victoria de leur histoire en ce qui concerne nos dossiers en termes de profondeur d'eau et de nombre d'endroits touchés. » Le premier ministre de Victoria, Ted Baillieu, l'a décrit comme « l'une des plus grandes inondations de l'histoire de l'État ».